# Macrothemis rochai
Macrothemis rochai – gatunek ważki z rodziny ważkowatych (Libellulidae). Opisał go w 1918 roku Longinos Navás, a jako miejsce typowe wskazał stan Ceará w północno-wschodniej Brazylii. Niektórzy autorzy sugerują, by takson ten uznać za synonim Macrothemis inacuta.